# Iveta Lutovská
Iveta Lutovská, (14 de mayo de 1983, Třeboň, República Checa) es una modelo y reina de belleza checa. Fue coronada Česká Miss 2009 y representó a su país en Miss Universo 2009, donde se ubicó en el Top 10. Adicionalmente Iveta fue en 2007 la ganadora de Miss Model of the World.

## Miss Universo 2009
Iveta Lutovská representó a la República Checa en el Miss Universo 2009 que se realizó en las Bahamas, siendo una de las favoritas del certamen, solo logró clasificar al Top 10 y adjudicarse en la octava posición al final del certamen el cual ganó la venezolana Stefania Fernández